# Canoagem nos Jogos Olímpicos de Verão da Juventude de 2010
As competições de canoagem nos Jogos Olímpicos de Verão da Juventude de 2010 foram disputadas entre 21 e 25 de agosto no Marina Reservoir, em Singapura.
Foram realizadas quatro provas no masculino e duas provas no feminino. Entre elas as provas de velocidade e slalom, como nos Jogos Olímpicos tradicionais, mas com o formato de disputa diferente visando tornar as disputas mais emocionantes.

## Eventos
| - Velocidade C1 masculino - Slalom C1 masculino - Velocidade K1 masculino - Slalom K1 masculino | - Velocidade K1 feminino - Slalom K1 feminino |

## Calendário
| Agosto   | 14 | 15 | 16 | 17 | 18 | 19 | 20 | 21 | 22 | 23 | 24 | 25 | 26 |
| -------- | -- | -- | -- | -- | -- | -- | -- | -- | -- | -- | -- | -- | -- |
| Canoagem |    |    |    |    |    |    |    |    | 3  |    |    | 3  |    |

|  | Dia de competição |  | Dia de final |

## Medalhistas
Feminino
| Evento                 | Ouro                        | Prata                         | Bronze                          |
| ---------------------- | --------------------------- | ----------------------------- | ------------------------------- |
| Velocidade K1 detalhes | Ramóna Farkasdi HUN Hungria | Huang Jieyi CHN China         | Hermien Peters BEL Bélgica      |
| Slalom K1 detalhes     | Jessica Fox AUS Austrália   | Pavlina Zasterova CZE Chéquia | Viktoria Wolffhardt AUT Áustria |

Masculino
| Evento                 | Ouro                              | Prata                         | Bronze                      |
| ---------------------- | --------------------------------- | ----------------------------- | --------------------------- |
| Velocidade K1 detalhes | Sándor Tótka HUN Hungria          | Tom Liebscher GER Alemanha    | Iñigo García ESP Espanha    |
| Slalom K1 detalhes     | Simon Brus SLO Eslovênia          | Miroslav Urban SVK Eslováquia | Jiri Prskavec CZE Chéquia   |
| Velocidade C1 detalhes | Osvaldo Sacerio Cardenas CUB Cuba | Anatolii Melnyk UKR Ucrânia   | Pedro Castañeda MEX México  |
| Slalom C1 detalhes     | Wang Xiaodong CHN China           | Dennis Soeter GER Alemanha    | Anatolii Melnyk UKR Ucrânia |

## Quadro de medalhas
| Ordem | País           | Medalha de ouro | Medalha de prata | Medalha de bronze |    |
| ----- | -------------- | --------------- | ---------------- | ----------------- | -- |
| 1     | HUN Hungria    | 2               |                  |                   | 2  |
| 2     | CHN China      | 1               | 1                |                   | 2  |
| 3     | AUS Austrália  | 1               |                  |                   | 1  |
|       | CUB Cuba       | 1               |                  |                   | 1  |
|       | SLO Eslovênia  | 1               |                  |                   | 1  |
| 6     | GER Alemanha   |                 | 2                |                   | 2  |
| 7     | CZE Chéquia    |                 | 1                | 1                 | 2  |
|       | UKR Ucrânia    |                 | 1                | 1                 | 2  |
| 9     | SVK Eslováquia |                 | 1                |                   | 1  |
| 10    | AUT Áustria    |                 |                  | 1                 | 1  |
|       | BEL Bélgica    |                 |                  | 1                 | 1  |
|       | ESP Espanha    |                 |                  | 1                 | 1  |
|       | MEX México     |                 |                  | 1                 | 1  |
| TOTAL | TOTAL          | 6               | 6                | 6                 | 18 |